# Stadsmuseum van Helsinki
Het Stadsmuseum van Helsinki (Fins: Helsingin kaupunginmuseo/ Zweeds:Helsingfors stadsmuseum) is een regionaal museum in de Finse hoofdstad Helsinki.
De hoofdlocatie van het museum bevindt zich in een van de oudste straten van de stad gelegen tussen het Senaatplein en de markt. Het museum belicht de geschiedenis van Helsinki en de regio Uusimaa. Ook beheert het museum meerdere andere musea in de stad, zoals de Villa Hakasalmi, het Ruiskumestarin talo, het Arbeiderswoningmuseum en het Trammuseum.
Stadsmuseum · Villa Hakasalmi · Ruiskumestarin talo · Arbeiderswoningmuseum · Trammuseum · Kinderstad